# Valea Iașului
Valea Iașului là một xã thuộc hạt Argeș, România. Dân số thời điểm năm 2002 là 2814 người.